# Dagmar Duwall Rosenmüller
Anna Brita Desideria Dagmar Duwall Rosenmüller, född 23 maj 1891 på Tyllinge gods, Dalhems socken, Kalmar län, död där 25 februari 1978, var en svensk målare och tecknare.
Hon var dotter till godsägaren Svante Georg Duwall Rosenmüller och Anna Maria Schwartz. Rosenmüller studerade vid Tekniska skolan i Stockholm 1911–1916 och fortsatte därefter med en tids studier i Köpenhamn innan hon var elev vid Wilhelmsons målarskola 1918–1919 samt för André Lhote i Paris 1920–1921. Hon debuterade med en separatutställning på Lilla utställningen i Stockholm 1930 där hon visade porträtt och landskapsmålningar. Hon medverkade i samlingsutställningar arrangerade av Föreningen Svenska Konstnärinnor och Tjustbygdens konstförening. Hennes konst består huvudsakligen av porträtt utförda i olja och i mindre omfattning kol eller akvarell. På grund av sjukdom tvingades hon nästan att upphöra med sin skapande verksamhet under 1950-talet.